# Nyikang
Nyikang là người sáng lập bán huyền thoại của Vương quốc Shilluk, vào thế kỷ 16. Ông là một khái niệm khiến người Shilluk hiểu được sự thống nhất và gắn kết trong thế giới Shilluk cụ thể.